# Ross Haslam
Ross Haslam (Sheffield, 2 ottobre 1997) è un tuffatore britannico.

## Biografia
Suo fratello Jack Haslam è un tuffatore professionista, campione nazionale nel trampolino 1 e 3 metri. Ha studiato presso la Tapton Academy Trust di Sheffield.
In coppia con James Heatly, ha vinto la medaglia d'argento ai Giochi europei di Baku 2015 nel concorso dei tuffi dal trampolino 3 metri sincro.
Ai Campionati europei di nuoto di Glasgow 2018 ha vinto, gareggiando al fianco di Grace Reid, la medaglia d'argento nel sincro 3 metri misto, concludendo la gara dietro al duo tedesco formato da Tina Punzel e Lou Massenberg.
Nell'agosto 2018 ha postato come modello per il fotografo britannico Pantelis; il servizio fotografico è stato pubblicato dalla rivista di moda Couitus Magazine.

## Palmarès
- Mondiali

Doha 2024: bronzo nel trampolino 1m.
- Campionati europei di nuoto

Glasgow 2018: argento nel sincro 3m misto.
- Giochi europei

Baku 2015: argento nel sincro 3m.
Cracovia 2023: oro nel trampolino 1m.